# Townsville
19°15′27.626″S 146°49′3.3528″Ø / 19.25767389°S 146.817598000°Ø
Townsville er en by på nordøstkysten af Australien i staten Queensland. Byen blev grundlagt i 1864, og er Australias trettende største med sine 165.059 indbyggere (juni 2005).
Økonomien består for det meste af eksport af rejer, kød og sukker. Men byen har også et skibsværft og et jernbaneværksted samt et kobberraffinaderi ejet af Mount Isa Mines i Mount Isa, Qld.